# Reprezentacja Włoch na żużlu
Reprezentacja Włoch na żużlu – grupa żużlowców reprezentujących Republikę Włoską w sportowych imprezach międzynarodowych. Za jej funkcjonowanie odpowiedzialny jest Federazione Motociclistica Italiana (FMI).

## Kadra
Następujący żużlowcy zostali powołani do kadry przez jej menedżera Alessandro Dalla Valle w sezonie 2022:
Seniorzy:
- Nicolás Covatti
- Paco Castagna
- Daniele Tessari

U-21:
- Michele Menani[2]

## Osiągnięcia

### Mistrzostwa Europy
Mistrzostwa Europy par
- 1. miejsce (1): 2016
- 3. miejsce (1): 2018

### Pozostałe
Indywidualny Puchar Mistrzów
- 2. miejsce (1):
  - 1987 – Armando Castagna
- 3. miejsce (1):
  - 1993 – Armando Castagna

## Włoscy Mistrzowie Europy
| Imię i nazwisko  | Tytuły ME | Indywidualni (od 2001) | Indywidualni (od 2001) | Pary (od 2004) | Pary (od 2004) | Drużynowi (od 2022) | Drużynowi (od 2022) | Tytuły MEJ | Indywidualni U-19 (od 1998) | Indywidualni U-19 (od 1998) | Pary U-19 (od 2021) | Pary U-19 (od 2021) | Drużynowi U-24 (od 2008) | Drużynowi U-24 (od 2008) | Tytuły łącznie |
| Imię i nazwisko  | Tytuły ME | Łącznie                | Lata                   | Łącznie        | Lata           | Łącznie             | Lata                | Tytuły MEJ | Łącznie                     | Lata                        | Łącznie             | Lata                | Łącznie                  | Lata                     | Tytuły łącznie |
| ---------------- | --------- | ---------------------- | ---------------------- | -------------- | -------------- | ------------------- | ------------------- | ---------- | --------------------------- | --------------------------- | ------------------- | ------------------- | ------------------------ | ------------------------ | -------------- |
| Nicolás Covatti  | 1         |                        |                        | 1              | 2016           |                     |                     |            |                             |                             |                     |                     |                          |                          | 1              |
| Nicolas Vicentin | 1         |                        |                        | 1              | 2016           |                     |                     |            |                             |                             |                     |                     |                          |                          | 1              |